# Western (film, 1997)
Western je francouzský hraný film z roku 1997, který režíroval Manuel Poirier podle vlastního scénáře. Snímek měl světovou premiéru na filmovém festivalu v Cannes dne 9. května 1997.

## Děj
Muž nabere stopaře, který mu ale ukradne auto. Na policejní stanici ho zaveze žena, do které se rychle zamiluje. Na její žádost souhlasí, že zůstanou tři týdny, aniž by se viděli, aby otestovali svou lásku. Mezitím se toulá bretaňskými cestami a znovu potkává svého zloděje.

## Obsazení
| Sergi López         | Paco Cazale          |
| Sacha Bourdo        | Nino                 |
| Élisabeth Vitali    | Marinette            |
| Marie Matheron      | Nathalie             |
| Serge Riaboukine    | řidič                |
| Catherine Riaux     | přítelkyně Guenaelle |
| Jean-Jacques Vanier | Dr. Yvon Le Marrec   |
| Marilyne Canto      | Marilyne             |

## Ocenění
- César: nejlepší filmová hudba (Bernardo Sandoval)
- Filmový festival v Cannes: Cena poroty